# Київський пивоварний завод
Київський пивоварний завод Carlsberg Ukraine — підприємство харчової промисловості України, зайняте у сфері виробництва та збуту продукції броварства. Розташоване у місті Київ. Входить до складу Carlsberg Ukraine, одного з найбільших виробників пива та безалкогольних напоїв в Україні. За інформацією власника Київський пивзавод є найсучаснішим пивоварним заводом у Європі.

## Історія

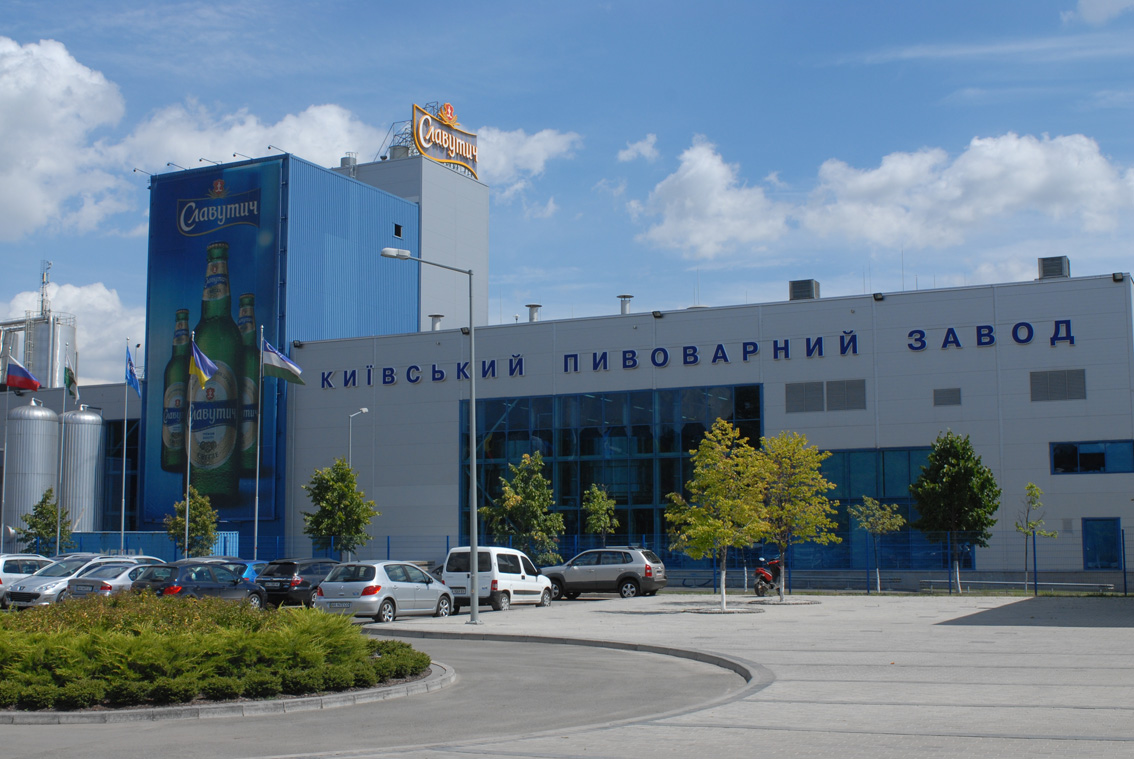
Київський пивоварний завод

Київський пивоварний завод «Славутич» було офіційно відкрито 7 червня 2004 року.
Потужність першої виробничої лінії Київського пивоварного заводу склала 120 млн літрів на рік. Загальна сума інвестицій, спрямованих на будівництво заводу, становила понад 50 млн євро.
Наприкінці червня 2005 року було завершено будівництво другої виробничої лінії Київського пивоварного заводу «Славутич». Загальна щорічна потужність Київського пивоварного заводу «Славутич» після запуску другої лінії досягла 280 млн літрів. На реалізацію цього проекту компанія-власник спрямувала близько 11 млн євро.

## Бренди, що випускаються на пивзаводі

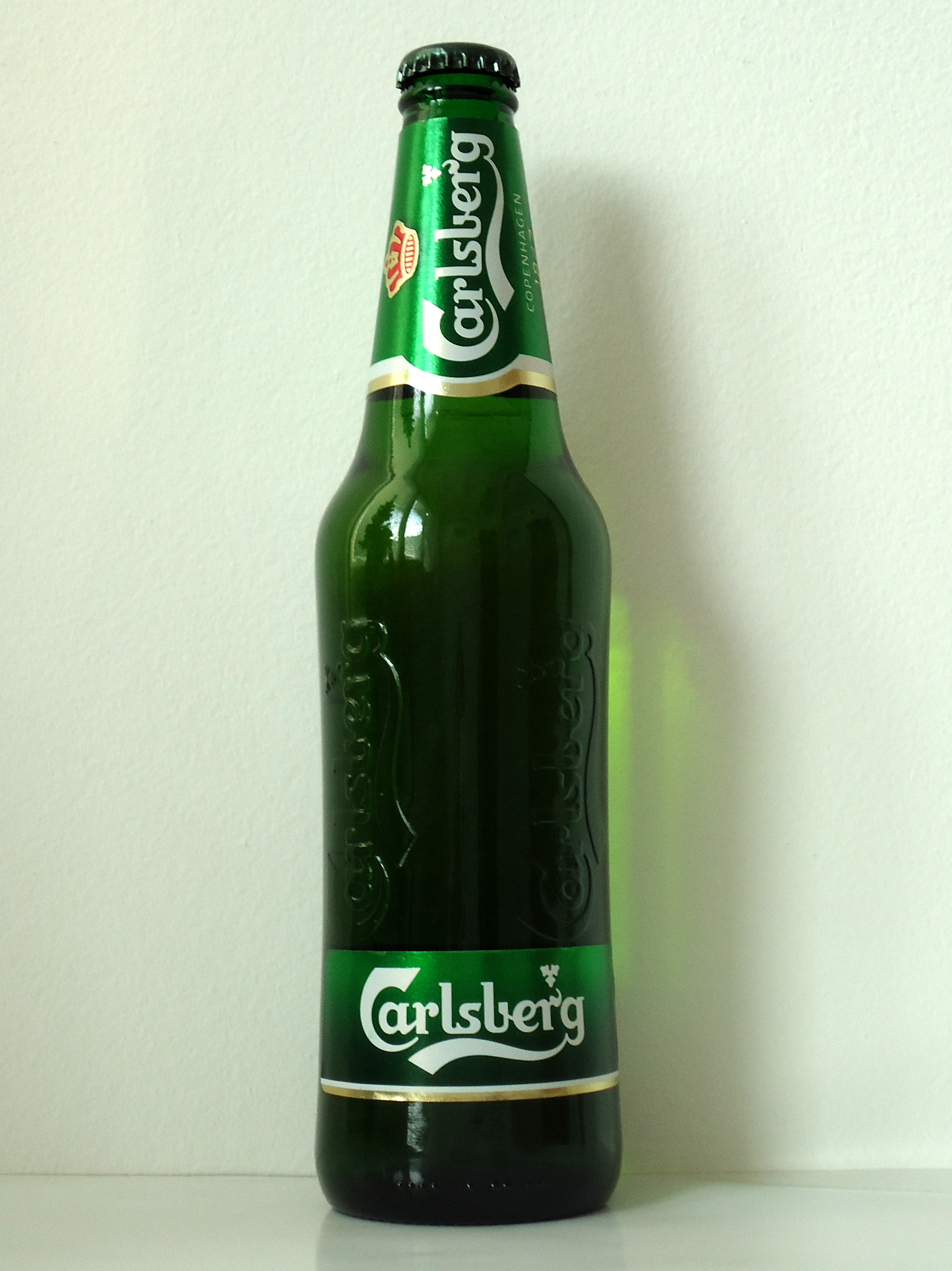
Пляшка пива Carlsberg

### Пивні бренди
- ТМ «Славутич»
- ТМ «Славутич ICE»
- ТМ «Арсенал»
- ТМ «Carlsberg»
- ТМ «Хмільне»
- ТМ «Львівське»
- ТМ «Tuborg»
- ТМ «Балтика»
- ТМ «Zatecky Gus»

### Сидр
- ТМ «Somersby»

### Безалкогольні напої
- «Квас Тарас»
- «Розмай лісовий»
- «Ретро-колекція»